# NFKB2
NFKB2, или субъединица p52 (англ. Nuclear factor of kappa light polypeptide gene enhancer in B-cells 2 (p52/p100)) — белок из семейства NF-κB/Rel класса I, одна из субъединиц фактора транскрипции NF-κB. Полный продукт гена NFKB2 — белок с молекулярной массой 100 кДа (p100) в результате посттрансляционной модификации превращается в белок 52 кДа (p52). Также как другой белок этого семейства, p50 (NFKB1), p52 является ДНК-связывающей субъединицей белкового комплекса транскрипционного фактора NF-κB, который стимулируется в клетке многочисленными внешними и внутренними факторами (цитокины, реактивные формы кислорода, УФ, бактериальные и вирусные продукты). 

## См.также
- NF-kB
- NFKB1